# کویینبورو-این-شپی
کویینبورو-این-شپی (به لاتین: Queenborough-in-Sheppey) یک منطقهٔ مسکونی در تاریخ است.